# Bilă (anatomie)
Bila, sau fierea, este un lichid de culoarea galben-verzuie, cu gust amar și caracter alcalin, secretat de ficat și depozitat în vezica biliară. Acesta este evacuat în duoden în timpul digestiei, ajutând la digerarea lipidelor.  

## Funcții fiziologice
Bila ajută la emulsionarea grăsimilor. Anionii sării biliare sunt hidrofili pe o parte și hidrofobi pe cealaltă; astfel ea are tendința să se alăture grăsimilor și să formeze micele, cu partea hidrofobică înspre grăsimi și cu cea hidrofilică în cealaltă parte. Părțile hidrofilice sunt încărcate negativ, aceasta nepermițând grăsimii să se cupleze, creând particule de grăsime mai mari. Normal, micelele formate în duoden au o dimensiune de 14–33 μm.
Precum bila mărește absorția lipidelor, ea ajută și la extragerea substanțelor solubile în grăsime, ca vitaminele D, E, K și A.
În afară de funcția sa în digestie, bila reprezintă modul de excreție a bilirubinei, produsă de celulele roșii reciclate de ficat.
Bila este alcalină, având și funcția de a neutraliza acidul în plus al stomacului înainte de a trece în duoden, prima parte a intestinului subțire. Sărurile biliare sunt bactericide, eliminând potențialii microbi din mâncare.

## Compoziția
Bila este alcătuită din:
- 10% săruri biliare ce au rol în: reducerea tensiunii superficiale a lipidelor, emulsionarea grăsimilor, adică fragmentarea acestora în picături fine, favorizarea acțiunii lipazelor pancreatice și a celor intestinale;
- 1% colesterol;
- 0, 3% lecitină;
- 3% pigmenți biliari: biliverdină (culoarea verde) și bilirubină (culoarea galbenă);
- 85% apă.

## Producerea bilei
Bila este produsă în ficat, de către celulele-hepatice. Ea este stocată în vezica biliară, aflată lângă ficat.

## Săpunul de bilă
Bila de la animalele tăiate poate fi amestecată cu săpun. Acest amestec, numit săpun de bilă, se aplică textilelor cu câteva ore înainte de a fi spălate și ajută la înlăturarea petelor dificile.